# Orri Óskarsson
Orri Óskarsson, né le 29 août 2004 à Reykjavik en Islande, est un footballeur international islandais, qui évolue au poste d'avant-centre à la Real Sociedad.

## Biographie

### En club
Né à Reykjavik en Islande, Orri Óskarsson est formé par le club islandais de l'IF Grótta, club avec lequel il commence sa carrière professionnelle en 2019.
Le 5 novembre 2019, il s'engage en faveur du FC Copenhague, rejoignant le club à partir de l'été 2020.
Il est intégré à l'équipe première au début de l'année 2020, se faisant notamment remarquer lors d'un match amical contre le Hvidovre IF en marquant un but, participant ainsi à la victoire des siens par trois buts à un. Le 22 mai 2022, Óskarsson fait finalement ses débuts officiels lors d'une rencontre de championnat contre l'Aalborg BK. Il entre en jeu à la place de son compatriote Hákon Arnar Haraldsson et son équipe s'impose par trois buts à zéro,.
Il est sacré champion du Danemark en 2021-2022. Il inscrit son premier but avec le FC Copenhague lors d'une victoire 3-1 de son équipe en coupe du Danemark face à Thisted FC.
Le 31 janvier 2023, Óskarsson est prêté jusqu'à la fin de la saison à SønderjyskE.
Le 2 août 2023, Orri Óskarsson se fait remarquer lors d'une rencontre qualificative pour la Ligue des champions face au Breiðablik Kópavogur en réalisant le premier triplé de sa carrière. Il est également l'auteur d'une passe décisive pour Jordan Larsson et contribue ainsi à la victoire de son équipe (6-3 score final),.
Le 30 août 2024, Orri Óskarsson rejoint l'Espagne en signant avec la Real Sociedad pour un contrat de six ans, soit jusqu'en juin 2030.

### En sélection
Orri Óskarsson se montre efficace devant le but dès son plus jeune âge avec les sélections d'Islande. Avec les moins de 15 ans il se fait notamment remarquer en août 2018 en marquant six buts dans un seul match, portant la victoire de son équipe à treize buts à zéro.
Avec les moins de 17 ans, il s'illustre en étant l'auteur d'un quintuplé face aux îles Féroé en août 2019 (large victoire 6-0).
Sélectionné avec les moins de 19 ans, il marque dès sa première apparition contre les îles Féroé le 6 juin 2021 (2-2 score final) et réalise un doublé contre la Slovénie le 6 octobre 2021, permettant aux siens de s'imposer par trois buts à un.
Le 12 novembre 2021, il reçoit sa première sélection avec les espoirs, en amical contre le Liechtenstein, où il joue huit minutes (victoire 0-3).

## Statistiques détaillées
| Saison                | Club                  | Championnat           | Championnat | Championnat | Championnat | Coupe(s) nationale(s) | Coupe(s) nationale(s) | Coupe(s) nationale(s) | Compétition(s) continentale(s) | Compétition(s) continentale(s) | Compétition(s) continentale(s) | Compétition(s) continentale(s) | Total | Total | Total |
| Saison                | Club                  | Division              | M.          | B.          | P.d.        | M.                    | B.                    | P.d.                  | Comp.                          | M.                             | B.                             | P.d.                           | M.    | B.    | P.d.  |
| 2018                  | Grótta                | 2. deild karla        | 2           | 3           | 0           | -                     | -                     | -                     | -                              | -                              | -                              | -                              | 2     | 3     | 0     |
| 2019                  | Grótta                | 1. deild karla        | 12          | 1           | 0           | 1                     | 0                     | 0                     | -                              | -                              | -                              | -                              | 13    | 1     | 0     |
| Sous-total            | Sous-total            | Sous-total            | 14          | 4           | 0           | 1                     | 0                     | 0                     | -                              | -                              | -                              | -                              | 15    | 4     | 0     |
| 2021-2022             | FC Copenhague         | Superliga             | 1           | 0           | 0           | -                     | -                     | -                     | -                              | -                              | -                              | -                              | 1     | 0     | 0     |
| 2022-2023             | FC Copenhague         | Superliga             | 4           | 0           | 0           | 2                     | 1                     | 0                     | C1                             | 2                              | 0                              | 0                              | 8     | 1     | 0     |
| 2023-2024             | FC Copenhague         | Superliga             | 27          | 10          | 4           | 3                     | 2                     | 0                     | C1                             | 11                             | 3                              | 2                              | 41    | 15    | 6     |
| 2024-2025             | FC Copenhague         | Superliga             | 6           | 5           | 0           | -                     | -                     | -                     | C4                             | 6                              | 2                              | 2                              | 12    | 7     | 2     |
| Sous-total            | Sous-total            | Sous-total            | 38          | 15          | 4           | 5                     | 3                     | 0                     | -                              | 19                             | 5                              | 2                              | 62    | 23    | 6     |
| 2022-2023             | SønderjyskE (prêt)    | Superliga             | 12          | 4           | 1           | 2                     | 1                     | 0                     | -                              | -                              | -                              | -                              | 14    | 5     | 1     |
| 2024-2025             | Real Sociedad         | LaLiga                | 21          | 3           | 0           | 5                     | 0                     | 0                     | C3                             | 9                              | 4                              | 0                              | 35    | 7     | 0     |
| Total sur la carrière | Total sur la carrière | Total sur la carrière | 85          | 26          | 5           | 13                    | 4                     | 0                     | -                              | 28                             | 9                              | 2                              | 126   | 39    | 7     |

## Palmarès

### En club
FC Copenhague
- Championnat du Danemark (1) :
  - Champion : 2021-2022.